# Hošťálkovice

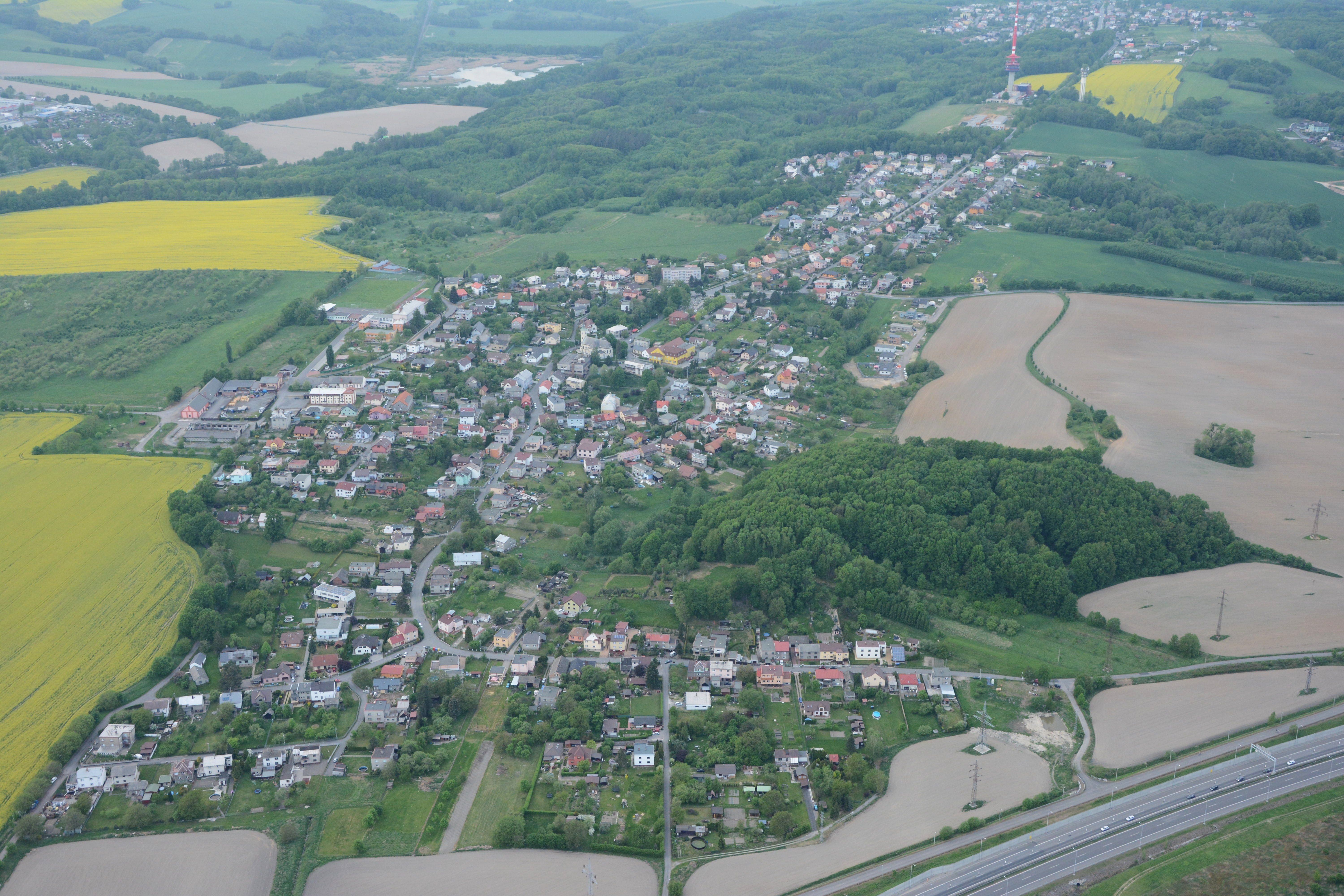
Luftbild

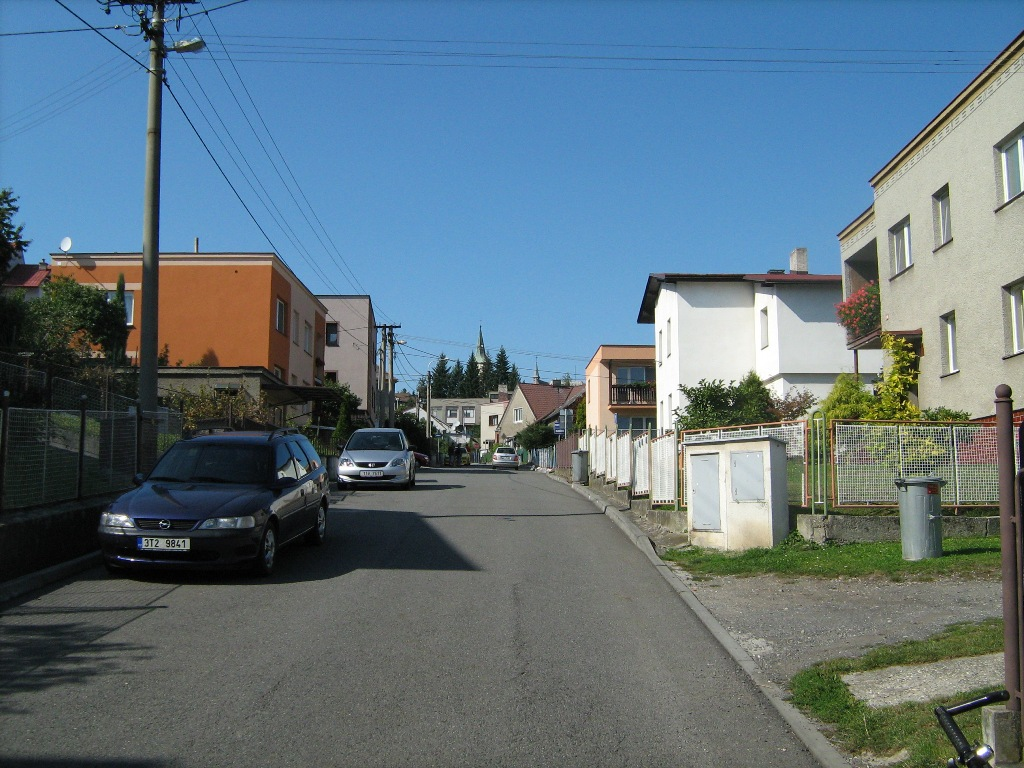
Ortsansicht

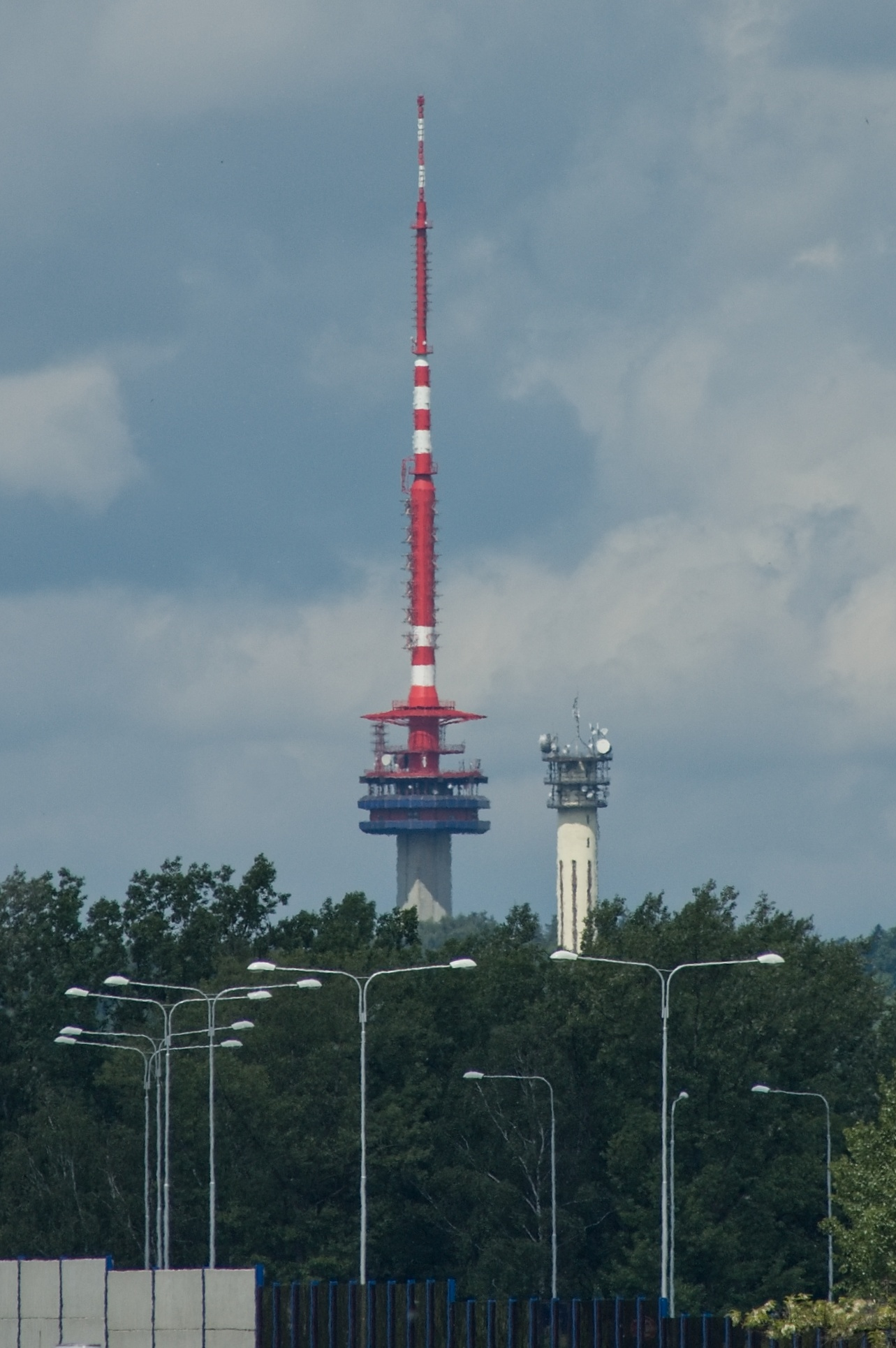
Fernsehturm

Hošťálkovice (deutsch Hoschialkowitz, polnisch Hoszczalkowice) ist ein Stadtbezirk von Ostrava in Tschechien. Er liegt sechs Kilometer westlich des Stadtzentrums linksseitig der Oder an der Mündung der Opava (Oppa).

## Geographie
Das Straßenangerdorf Hošťálkovice befindet sich in den Ausläufern der Vítkovská vrchovina (Wigstadtler Berge) auf einem erhöhten Platz, der im Westen und Süden von der Opava sowie östlich von der Oder umflossen wird. Nördlich erhebt sich der Hřib (Pilz; 321 m. n.m.), im Osten der Dubíček (253 m. n.m.) und südwestlich der Hladový vrch (Königsberg; 253 m. n.m.). Gegen Nordwesten erstreckt sich der Bobrovnický les (Bobrowniker Wald). Im oberen Teil des Dorfes steht der Fernsehturm Hošťálkovice sowie weitere Sendemasten. Über den südöstlichen Teil der Gemarkung verläuft die Autobahn D 1; die dortige Anschlussstelle 357 Ostrava-centrum hat keine Anbindung nach Hošťálkovice.
Nachbarorte sind Bobrovníky (Bobrownik) im Norden, Lhotka (Ellguth-Hultschin) und Přívoz (Oderfurt) im Nordosten, Mariánské Hory (Marienberg) im Osten, Hulváky (Hulwaken) im Südosten, Nová Ves (Neudorf) und Svinov (Schönbrunn) im Süden, Třebovice (Strzebowitz) im Südwesten, Pustkovec (Puskowetz) und Svoboda (Freiheit) im Westen sowie Martinov (Martinau) und Děhylov (Dielhau) im Nordwesten.

## Geschichte
Archäologische Funde belegen eine frühzeitliche Besiedlung der Gemarkung. Auf dem Hladový vrch befand sich – in strategisch günstiger Lage – eine Siedlungsstätte des Gravettien, die größtenteils durch den Steinbruch zerstört worden ist. Am Dubíček wurden steinerne Werkzeuge von Mammutjägern des Aurignacien entdeckt.
Das nach einem Lokator Hošťál benannte Dorf ist vermutlich eine slawische Gründung aus der ersten Hälfte des 13. Jahrhunderts. Die erste schriftliche Erwähnung eines Dorfes Hoschczalkowicz erfolgte im Jahre 1377 im Zuge der Teilung des Herzogtums Troppau. Der durch den Regionalhistoriker Adolf Turek vorgenommenen Lokalisierung von Hoschczalkowicz mit Hošťálkovice widersprach sein Fachkollege Jaroslav Bakala in einer jüngeren Studie und ordnete es Hošťálkovy (Gotschdorf) zu.
Als ältester gesicherter schriftlicher Nachweis von Hošťálkovice gilt deshalb eine im Zusammenhang mit dem Kauf von Martinov durch den Ritter Mikuláš Zajíček stehende Erwähnung aus dem Jahre 1434. Dessen Söhne Lacek und Václav erreichten 1478 beim Troppauer Herzog Viktorin die Entlassung des Gutes aus dem Lehen. Zu dieser Zeit errichteten die Brüder Zajíček wahrscheinlich eine Feste mit Herrenhof, die einem heute nicht mehr lokalisierbaren Platz „Hradisko“ gestanden war. 1502 veräußerten Lacek und Václav Zajíček das Gut Hošťálkovice an Heinrich von Dielhau (Jindřichi z Děhylova). Im Jahre 1505 wurde eine Kirche in der Landtafel erwähnt. Nach weiteren Besitzerwechseln erwarb Bernhard von Zwole 1536 das Gut und schlug es seiner Herrschaft Hultschin zu. Nachfolgende Besitzer waren von 1542 bis 1629 die Freiherren von Würben und Freudenthal, danach bis 1727 die Grafen Gaschinsky von Gaschin, anschließend Karl Anton Gianini, Marchese Carpineti und nach dem Gianinischen Konkurs ab 1772 Adam Johann von Gruttschreiber.
Veränderungen des Flussbettes der Oder bei Ellgoth und Hoschialkowitz führten immer wieder zu Streitigkeiten mit den Grundherren auf der mährischen Oderseite. 1561 bestimmte eine königliche Kommission den seinerzeitigen Flusslauf als neue Grenze zu den der Stadt Mährisch Ostrau gehörigen Dörfern Prziwos und Teufelsdorf. Im Jahre 1607 bestand Hoschialkowitz aus zwölf Bauern und zehn Gärtnern. In Folge des Dreißigjährigen Krieges war das Dorf teilweise verödet; nach dem Steuerregister waren nach Kriegsende davon nur noch fünf Bauern und zwei Gärtner übrig geblieben. Die seit 1588 nachweisliche Pfarrei Hoschialkowitz erlosch 1671 und wurde der Pfarrei Hultschin zugeschlagen. Das älteste Ortssiegel stammt von 1722 und zeigt einen nach rechts gerichteten Pflug, über dem rechts oben eine Rose zu sehen ist. Im Karolinischen Kataster von 1723 sind für Hoschialkowitz elf Bauern und zwölf Gärtner aufgeführt.
Nach dem Ersten Schlesischen Krieg fiel Hoschialkowitz 1742 wie fast ganz Schlesien an Preußen. Die neue Grenze zu Österreichisch Schlesien wurde entlang der Oppa gezogen, die alte Landesgrenze an der Oder zu Mähren bildete nun gleichfalls eine Staatsgrenze. Hoschialkowitz war die südlichste Gemeinde von Preußisch Schlesien geworden und zu drei Seiten von österreichischem Territorium umgeben; an der Mündung der Oppa in die Oder befand sich bis 1920 das Dreiländereck zwischen Preußisch Schlesien, Österreichisch Schlesien und Mähren.
1743 wurde Hoschialkowitz dem neugebildeten Kreis Leobschütz zugeordnet. Im Jahre 1783 hatte Hoschialkowitz 234 Einwohner. 1793 wurde anstelle der alten Holzkirche ein steinerner Bau errichtet. Bis zum Beginn des 19. Jahrhunderts lebten die Bewohner des Dorfes ausschließlich von der Landwirtschaft. Am Anfang des 19. Jahrhunderts wechselten die Besitzer der Herrschaft Hultschin in rascher Folge. August von Poser und Groß-Naedlitz trennte Hoschialkowitz 1809 von Hultschin ab und verkaufte es als eigenständiges Gut für 30.000 Taler an Florian Josef Langer. Im Zuge der Kreisreform vom 1. Januar 1818 wurde Hoschialkowitz dem Kreis Ratibor zugewiesen. das alte hölzerne Schulhaus wurde 1825 durch einen steinernen Neubau ersetzt. 1825 standen in Hoschialkowitz bzw. Hoschialkowice 68 Häuser; das Dorf hatte 312 katholische Einwohner. Im Ort gab es ein herrschaftliches Vorwerk, eine katholische Tochterkirche der Pfarrei Hultschin, eine katholische Schule, eine dreigängige Wassermühle und eine Sägemühle. Hoschialkowitz besaß ein eigenes Patrimonialgericht. Im Jahre 1832 veräußerte Langer das Gut Hoschialkowitz an den Mährisch Ostrauer Kaufmann Johann Römisch, der 1842 vom damaligen Hultschiner Grundherrn Victor Wichura noch den gesamten östlichen Teil der Herrschaft mit den Dörfern Bobrownik, Ellguth-Hultschin, Ludgierzowitz und Petrzkowitz hinzukaufte. Der prosperierende Steinkohlenbergbau und die Industrialisierung des Ostrauer Beckens hatte großen Einfluss auf den Wandel des Dorfes und die Ansiedlung von ausländischen Bergarbeitern.
Im Jahre 1840 bestand Hoschialkowitz bzw. Hosialkowice aus 72 Häusern. In dem Dorf mit 482 katholischen Einwohnern gab es eine Tochterkirche, zu der auch Ellgoth eingepfarrt war, eine Schule, ein Vorwerk, ein Wirtshaus, eine Dampfbrennerei und einen Steinbruch. Salomon Meyer von Rothschild, der im selben Jahre von Wichura die Grundherrschaft Hultschin erworben hatte, kaufte am 20. April 1847 die Rittergüter Hoschialkowitz und Ludgierzowitz für 263.000 Taler zurück. Die Erbrichtereien Bobrownik und Petrzkowitz erwarb er am 30. August desselben Jahres für 27.000 Taler. Am 13. Dezember 1847 wurde Salomon Meyer von Rothschild das Grubenfeld „Heinrichs Segen“ verliehen. Im Jahre 1864 gliederte sich die Gemarkung Hoschialkowitz, auch Hoschtialkowitz bzw. Hostalkovice genannt, in die Gemeinde und das Rittergut. Die Gemeinde bestand aus drei Bauernhöfen, elf Gärtnern und 52 Häuslerstellen sowie einer Windmühle. In der Schule wurden 128 Kinder unterrichtet. Zur Gemeinde gehörten u. a. 438 Morgen Ackerland und 50 Morgen Wiesen. Ein Teil der Bewohner arbeitete in den umliegenden Kohlengruben und Fabriken. Das Rittergut bewirtschafte eine Fläche von 1406 Morgen, darunter 1078 Morgen Ackerland, 158 Morgen Wiesen und 150 Morgen Wald.
1869 bestand Hoschialkowitz aus 83 Häusern und hatte 626 Einwohner. Im Jahre 1871 erfolgte ein Umbau der Schule. Im Mai 1874 wurde aus den Landgemeinden Bobrownik, Ellguth-Hultschin, Hoschialkowitz, Klein Darkowitz und Langendorf sowie den Gutsbezirken Vorwerk Hoschialkowitz, Schloß Hultschin und Klein Darkowitz der Amtsbezirk Schloß Hultschin gebildet. Im Jahre 1900 hatte Hoschialkowitz 766 Einwohner, 1910 waren es 915. Zwischen 1902 und 1903 wurde die Kirche umgebaut. 1906 entstand ein neues Pfarrhaus. Zum 1. Januar 1907 wurde in Hoschialkowitz eine Pfarrexpositur unter der Pfarrei Hultschin eingerichtet, die 1919 zur Pfarrei erhoben wurde. Auf der Grundlage des Reichssiedlungsgesetzes erfolgte 1919 die Teilenteignung des der Familie Rothschild gehörigen Gutes Hoschialkowitz und die Parzellierung des Hofes.
Aufgrund des Versailler Vertrages von 1919 wurde das Hultschiner Ländchen am 4. Februar 1920 der Tschechoslowakei zugeschlagen und daraus der Okres Hlučín gebildet.
Alfons von Rothschild verpachtete das ihm verbliebene Restgut von 137,5 ha an die Stadt Mährisch Ostrau. 1921 lebten in den 151 Häusern der Gemeinde Hošťálkovice/Hoschialkowitz 1156 Personen, darunter 986 Tschechen und 132 Deutsche. Die zwischen dem Steinbruch am Königsberg und der Oppa gelegene Lokal „Ostravanka“ wurde in den 1920er Jahren zu einem beliebten Ausflugsziel. Die Elektrifizierung des Dorfes erfolgte 1927. Im Haus Nr. 118 wurde 1929 eine dreiklassige Bürgerschule eröffnet. Im Jahre 1930 bestand Hošťálkovice aus 175 Häusern und hatte 1352 Einwohner. Im selben Jahr kaufte die Stadt Mährisch Ostrau das Restgut Hoschialkowitz für 1,06 Mio. Kčs von Alfons von Rothschild und erwarb im selben Jahr auch dessen Steinbruch am Königsberg. Zwischen 1936 und 1938 entstand ein neues Schulgebäude für die Bürgerschule, in dem am 3. Januar 1938 der Unterricht aufgenommen wurde.
Nach dem Münchener Abkommen wurde Hoschialkowitz am 2. Oktober 1938 zusammen mit dem Hultschiner Ländchen vom Deutschen Reich besetzt. Die Gemeinde gehörte nunmehr zum Landkreis Hultschin, der 1939 dem Landkreis Ratibor in der preußischen Provinz Schlesien eingegliedert wurde. Der am 17. Januar 1939 neu eingerichtete Amtsbezirk Hoschialkowitz bestand aus den Gemeinden Bobrownik, Ellguth-Hultschin und Hoschialkowitz. Die vorgesehene Umbenennung von Hoschialkowitz in Gottschalksdorf wurde nicht mehr wirksam. Am 30. April 1945 besetzte die Sowjetarmee das Dorf.
Nach dem Ende des Krieges kam Hošťálkovice wieder an die Tschechoslowakei zurück. Am 1. Februar 1949 wurde die Gemeinde dem Okres Ostrava-okolí zugeordnet. Im Jahr darauf erfolgte die Kollektivierung der Landwirte zu einer JZD. 1950 bestand Hošťálkovice aus 235 Häusern und hatte 1456 Einwohner. In den 1950er Jahren entstand ein Kulturhaus. 1955 erfolgte in Hošťálkovice der Bau des Fernsehzentrums Ostrava mit einem 112,5 m hohen Fernsehturm, der am Silvesterabend mit einem Testprogramm den Betrieb aufnahm. Im Zuge der Gebietsreform von 1960 erfolgte die Umgliederung der Gemeinde in den Okres Opava. 1970 lebten in den 328 Häusern des Dorfes 1620 Personen. Am 24. April 1976 wurde Hošťálkovice als Stadtteil nach Ostrava eingemeindet. Zwischen 1975 und 1980 wurde ein neuer Fernsehturm errichtet. 1991 hatte Hošťálkovice 1538 Einwohner und umfasste 375 Häuser. Beim Zensus von 2011 bestand Hošťálkovice aus 418 Wohnhäusern und hatte 1599 Einwohner, davon 1543 in Hošťálkovice-jih und 56 in Hošťálkovice-sever.

## Ortsgliederung
Der Stadtbezirk Hošťálkovice ist mit dem gleichnamigen Stadtteil identisch. Grundsiedlungseinheiten sind Hošťálkovice-jih und Hošťálkovice-sever.
Hošťálkovice bildet einen Katastralbezirk.

## Sehenswürdigkeiten
- Allerheiligenkirche, erbaut 1793. Der ehemalige Barockbau wurde in den Jahren 1902–1903 im neoromanischen Stil umgestaltet und um Seitenschiffe erweitert. Die Glocke „Peter“ stammt aus dem Jahre 1668.
- Hölzerner Aussichtsturm am südwestlichen Ortsrand, errichtet 2011. Er hat eine Höhe von acht Metern.
- Hladový vrch (Königsberg) mit stillgelegtem Sandsteinbruch und ehemaligem Beobachtungsposten der tschechoslowakischen Zivilverteidigung aus den 1950er Jahren
- Fernsehturm (Vysílač Hošťálkovice), er wurde in den Jahren 1975–1980 nach Plänen von Václav Aulický errichtet und hat eine Höhe von 184,5 m.